# Horní Kostelec
Horní Kostelec (dříve též Hořejší Kostelec, německy Ober Kosteletz) je část města Červený Kostelec v okrese Náchod. Nachází se na severovýchodě Červeného Kostelce, na který zástavbou plynule navazuje. V roce 2009 zde bylo evidováno 264 adres. V roce 2001 zde trvale žilo 655 obyvatel. V Horním Kostelci se nachází základní škola, která poskytuje vzdělání pouze na nižším stupni ZŠ. Formálně je škola v Horním Kostelci odloučeným pracovištěm ZŠ Václava Hejny Červený Kostelec.
Horní Kostelec je také název katastrálního území o rozloze 3,97 km². K místní části a katastrálnímu území Horní Kostelec patří též severní část osady Kostelecké Končiny.

## Pamětihodnosti
- Jasan v Horním Kostelci, památný strom, asi 80 m jz. od školy[8] (50°29′16″ s. š., 16°6′33″ v. d.)

## Významní rodáci
- Břetislav Kafka (1891–1967), řezbář, sochař, hypnolog a léčitel